# آلبرت حورانی
آلبرت حورانی (به عربی: ألبرت حبیب حورانی) (زاده ۳۱ مارس ۱۹۱۵ - درگذشته ۱۷ ژانویه ۱۹۹۳)، تاریخ‌نگار انگلیسی-لبنانی در زمینه خاورمیانه بود. او از طرف مادری با اسکندر کنیس 
بازیگر نقش ادموند در نارنیا فامیل است .
مشهورترین اثر او کتاب تاریخ مردمان عرب است.